# Марк Твен против…
«Марк Твен против…» — советский художественный фильм, снятый по заказу Государственного Комитета Совета Министров СССР по телевидению и радиовещанию в 1976 году.
«Кое-что из автобиографических заметок знаменитого американского писателя».

## Сюжет
Нью-Йорк, 1860-е годы. Когда лоцманские сбережения Сэма истощились, он устроился корреспондентом в бульварную газету нравов. Вскоре в городе золотоискателей Вирджиния-Сити стали печататься искромётные статьи, подписанные псевдонимом Марк Твен, которые пользовались огромной популярностью, но были весьма опасны для их автора, так как в них высмеивались пороки всесильных отцов города.
Действие фильма проходит в двух временных пластах, решённых в разных стилях: от биографических и квазибиографических (основанных на рассказах Твена) эпизодов-флэшбэков о работе Твена-журналиста, снятых в эксцентрическом ключе, повествование возвращается в рабочий день пожилого писателя, рассыпающего свои знаменитые иронические афоризмы, но погружённого в печальные раздумья о несовершенстве общества и преступной безответственности прессы.

## В ролях
- Олег Табаков — Марк Твен
- Владимир Сошальский — полковник Патерсон
- Лев Лемке — Джо Гудмен
- Татьяна Ицыкович — Полли
- Валентин Абрамов — Патрик, наборщик газеты «Энтерпрайз»
- Мария Сагайдак — Пирль
- Николай Пеньков — Пейн
- Эмилия Мильтон — тётушка Уиллер
- Владислав Долгоруков — Лэйрд, владелец газеты «Юнион»
- Зана Занони — Кэти
- Владимир Кашпур — панорамщик
- Николай Горлов — Кабатчик
- Михай Курагэу — портной
- Юрий Глазунов — Джон

### В эпизодах
- Бэно Аксёнов — жулик, завсегдатай кабака
- Ион Бордиян
- Всеволод Гаврилов
- С. Жуматий — салунная девушка
- Владимир Зайчук
- Виктор Измайлов — игрок в кости
- П. Крушеван
- Мария Лукач
- Александр Мутафов
- Владимир Пинчук
- Виталий Поклитарь
- А. Разин
- Василе Рэйлян — репортёр
- Анатолий Скороход
- Алла Сысоева
- Георгий Хассо
- Геннадий Четвериков — верзила с собачкой
- Владимир Шелестов
- Михаил Салес — эпизод, в титрах не указан
- Леонтий Богатый — эпизод, в титрах не указан
- Павел Яцковский — ковбой, в титрах не указан

## Съёмочная группа
- Автор сценария: Кл. Минц
- Режиссёр-постановщик: М. Григорьев
- Оператор-постановщик: П. Балан, Валентин Белоногов
- Художники-постановщики: Н. Апостолиди, В. Булат
- Композитор: В. Терлецкий
- Тексты песен: Л. Халецкий
- Песню ковбоя исполнил: Ю. Антонов

## Технические данные
- Фильм снят на плёнке Казанского химзавода «Тасма».